# Pfarrkirche St. Kathrein am Hauenstein

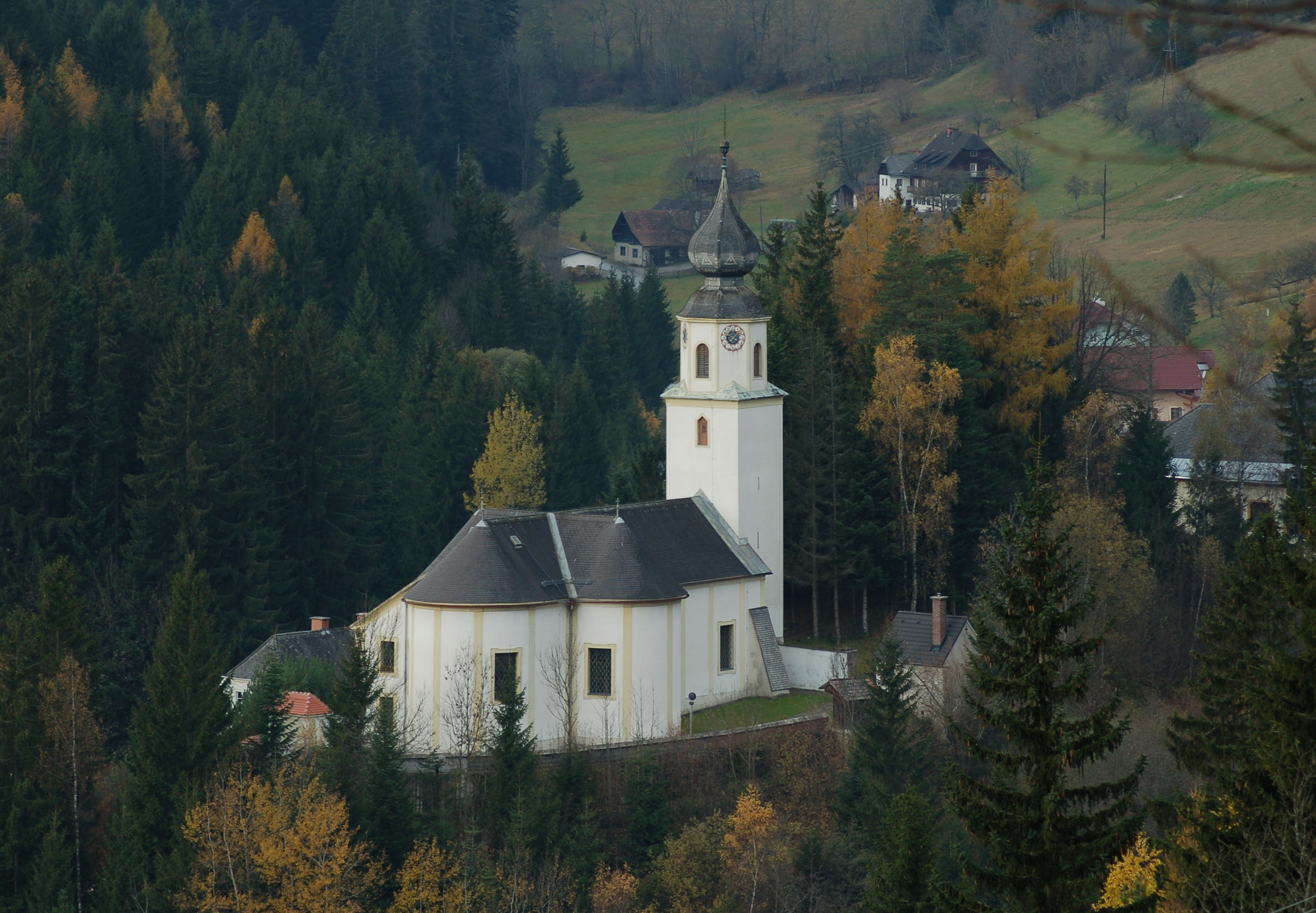
Katholische Pfarrkirche hl. Katharina in St. Kathrein am Hauenstein

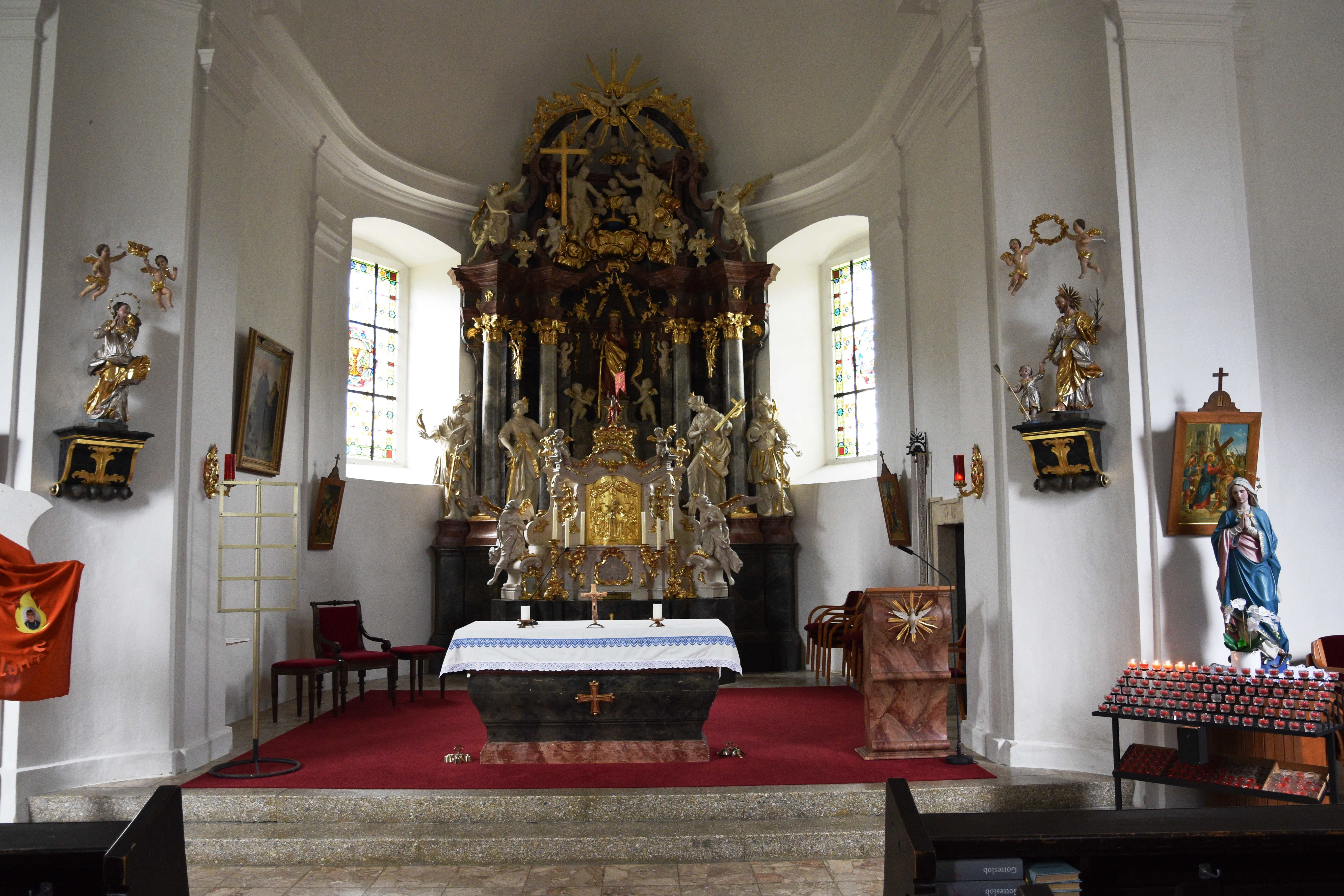
Langhaus, Blick zum Chor

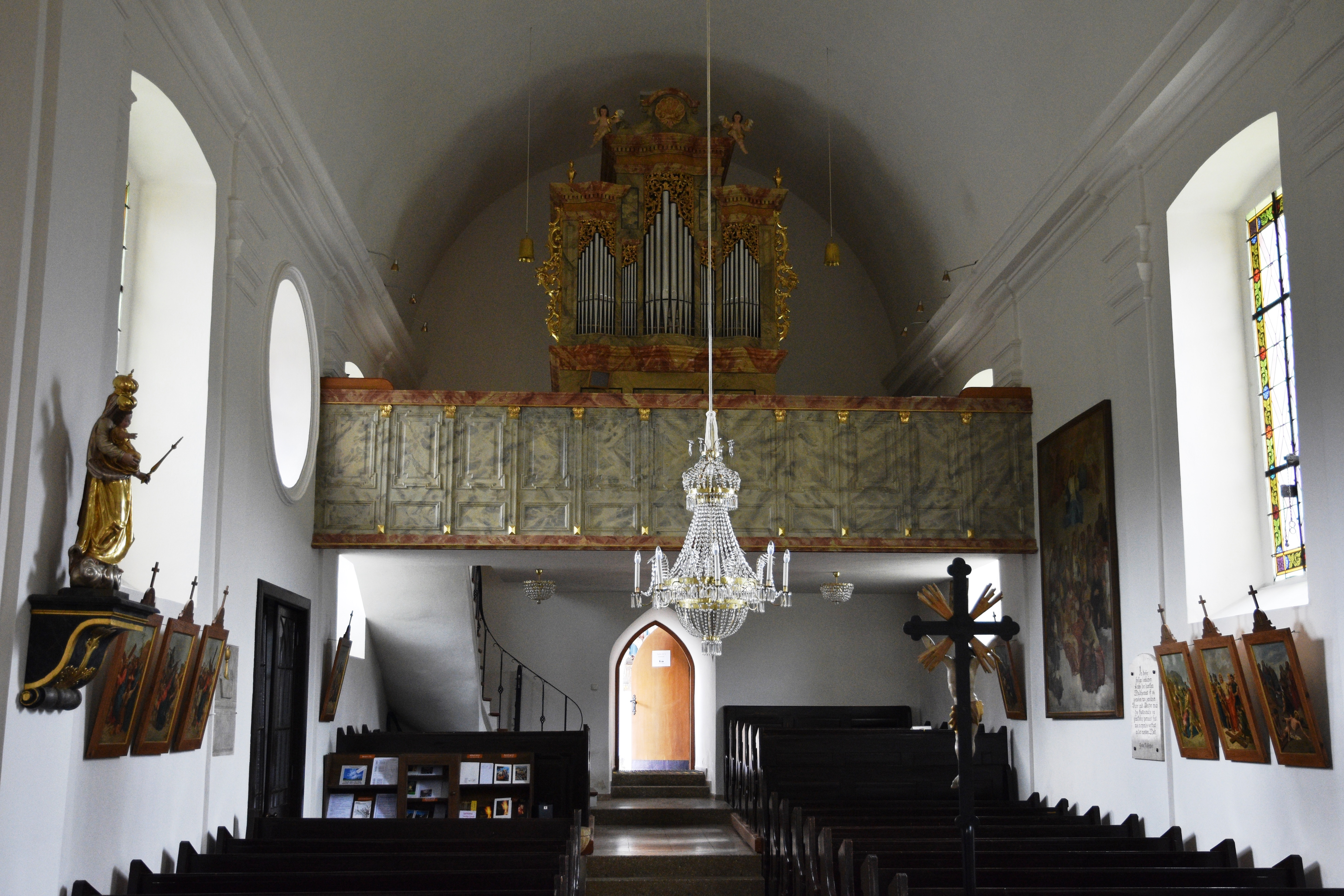
Langhaus, Blick zur Orgelempore

Die Pfarrkirche St. Kathrein am Hauenstein steht auf einer Anhöhe oberhalb des Ortes in der Gemeinde St. Kathrein am Hauenstein im Bezirk Weiz in der Steiermark. Die dem Patrozinium hl. Katharina unterstellte römisch-katholische Pfarrkirche gehört zum Dekanat Birkfeld in der Diözese Graz-Seckau. Die Kirche und die Kirchhofanlage stehen unter Denkmalschutz (Listeneintrag).

## Geschichte
Urkundlich wurde 1383 eine Kirche genannt. 1788 wurde die Kirche zur Pfarrkirche erhoben. 
Vom gotischen Kirchenbau sind im Kern die Langhausmauern und das Turmerdgeschoß erhalten. 1712 wurde die Kirche wohl durch den Baumeister Remigius Horner umgebaut und erweitert. Nach einem Brand 1904 wurden das Kirchenschiff und der Turm wieder aufgebaut. 1968 und 1972 erfolgten Restaurierungen.

## Architektur
Das Kircheninnere zeigt ein dreijochiges Langhaus unter einem Tonnengewölbe über einem Gesims auf Pilastern. Der etwas niedriger gelegte neuere barocke Anbau am Langhaus hat drei Apsiden nach dem Vorbild der Pöllauer Stiftskirche. Die Kapelle hinter dem Chor beinhaltet einen kleinen Marienaltar aus der zweiten Hälfte des 17. Jahrhunderts.
Der vorgestellte quadratische Westturm hat ein achteckiges Glockengeschoß und trägt einen Zwiebelhelm. 

## Ausstattung
Der Hochaltar aus der Mitte des 18. Jahrhunderts mit Figuren und Tabernakel trägt mittig eine gotische Statue hl. Katharina um 1480. Die zeitgleichen Seitenaltäre zeigen die Bilder der Heiligen Magdalena und Florian, weiters zeitgleich die Figuren Josef und Maria und ein Bild Vierzehn Nothelfer.
Die Orgel baute der Orgelbauer Ludwig Greß 1795. Ein neues Werk schuf Matthäus Mauracher junior 1906. 2018 wurde ein neues Orgelwerk von Orgelbau Christian Erler aus Schlitters vom Diözesanbischof Wilhelm Krautwaschl geweiht.

## Grabdenkmäler
- Ein Grabstein nennt 1673.

## Pfarrhof
Der Pfarrhof unterhalb der Kirche entstand im Ende des 18. Jahrhunderts und zeigt stuckierte Fensterumrahmungen. Auf die Nutzung als Sommersitz der Erzbischöfe von Wien verweist das Wappen über dem Portal.

## Trivia
Der steirische Dichter und Schriftsteller Peter Rosegger bezeichnete die Pfarrkirche St. Kathrein am Hauenstein in seinem Buch Als ich noch der Waldbauernbub war folgendermaßen: „Ich habe den Kölner und den Mailänder Dom gesehen und die Peterskirche in Rom, aber die süße Himmelsstimmung wie in dem weißen, lichten Kirchlein zu Kathrein am Hauenstein habe ich sonst nirgends gefunden.“